# Народный контроль (Латвия)
«Народный контроль» (латыш. Tautas kontrole), до марта 2010 года «Нашей Латвии» (латыш. Mūsu Latvijai) — политическая партия в Латвии. Учреждена в 2001 году.
Участвовала самостоятельно в муниципальных выборах марта 2005 г., получив одно место в Резекненской думе (сохранено при перевыборах в Резекне летом того же года), а также в выборах 10-го и 11-го Сейма в 2010 и 2011 гг. В 2009 г. участвовала в муниципальных выборах в Риге в списке ЗаПЧЕЛ.